# Zosteria varia
Zosteria varia là một loài ruồi trong họ Asilidae. Zosteria varia được Daniels miêu tả năm 1987. Loài này phân bố ở miền Australasia.